# Rue Sigmund-Freud
La rue Sigmund-Freud est une voie du 19e arrondissement de Paris, en France.

## Situation et accès
La rue Sigmund-Freud est une voie publique située dans le 19e arrondissement de Paris. Elle débute  avenue de la Porte-du-Pré-Saint-Gervais, marque le point de départ de la rue Jean-Baptiste-Sémanaz au sud-est, et se termine  avenue de la Porte-Chaumont.
Le côté nord-est de cette voie entre l'avenue de la Porte-du-Pré-Saint-Gervais (Paris) et la rue Émile-Augier (Le Pré-Saint-Gervais) forme la limite du territoire du Pré-Saint-Gervais.

## Origine du nom

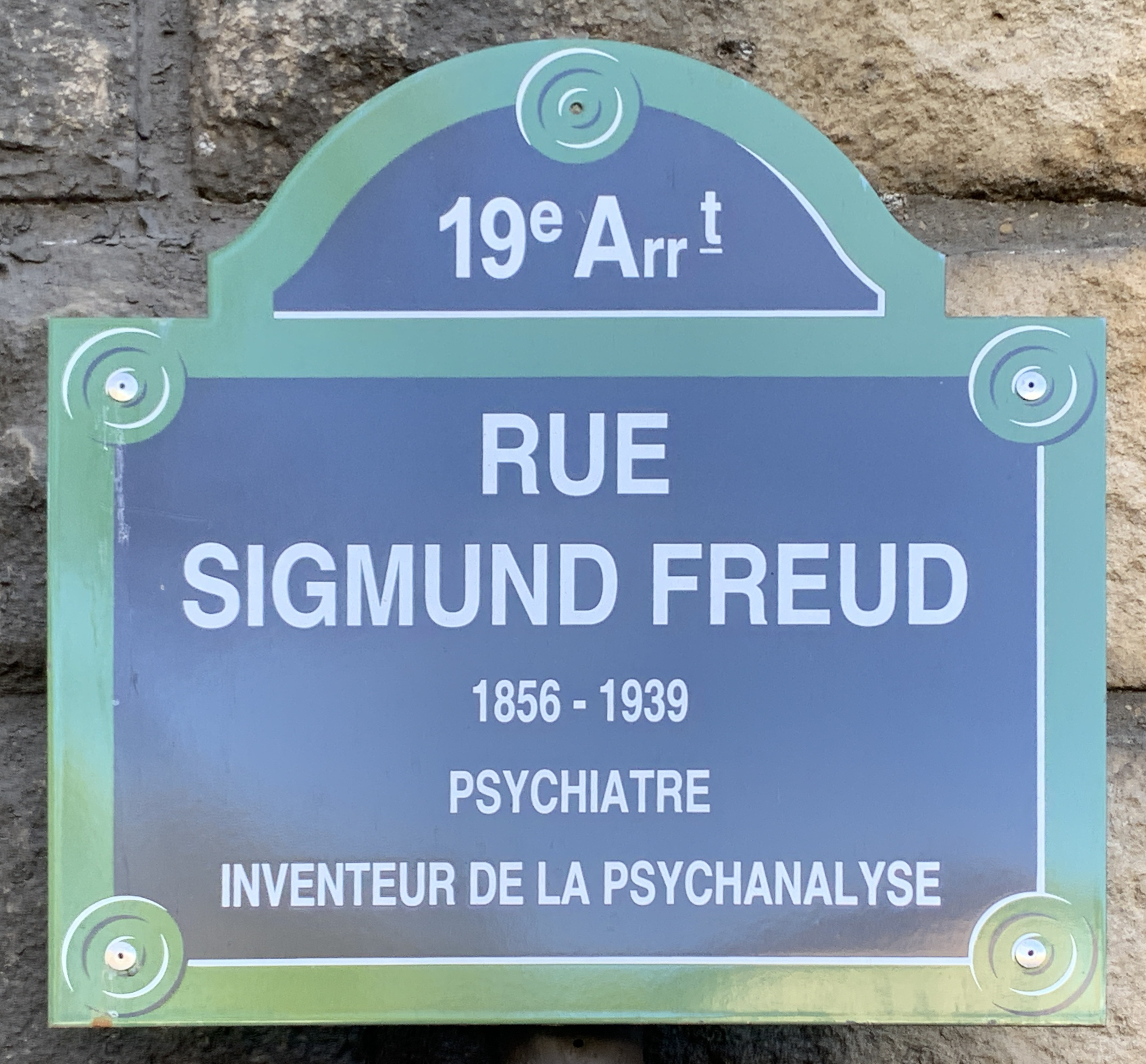
Plaque de la rue.

Elle porte le nom du fondateur de la psychanalyse Sigmund Freud (1856-1939).

## Historique
Cette voie latérale au boulevard Périphérique a été ouverte sous le nom provisoire de « voie AG/19 » avant de prendre sa dénomination actuelle par un arrêté du 17 décembre 1974. 

## Bâtiments remarquables et lieux de mémoire
- Ancienne chapelle Saint-Gervais-Saint-Protais du Pré-Saint-Gervais, à l'angle de la rue André-Joineau.